# Chae Man-sik
Chae Man-Sik (17 de junio de 1902 – 11 de junio de 1950) fue un novelista coreano.

## Biografía
Chae Man-Sik nació en Okgu, actualmente Gunsan, provincia de Jeolla del Norte, en la familia del clan Pyeonggang Chae. Fue a la Escuela de bachillerato Chungang y se graduó en la Universidad de Waseda en Tokio, Japón. Trabajó como periodista para los periódicos Dong-a Ilbo y Chosun Ilbo y fue editor de muchas revistas de la editorial Gaebyeok, incluidas Hyeseong (El cometa) y Je ilseon (Frente de vanguardia). En 1936 se mudó a Gaeseong y se dedicó solo a escribir. Empezó en la literatura en 1924 con el relato titulado "Hacia los tres caminos". Empezó a llamar la atención de los críticos diez años después con la publicación de "Una vida ready-made".

## Obra
Debutó en la literatura en 1924 con la publicación en Joseon mundan del relato "Hacia los tres caminos" (Segillo). Sus primeras historias y obras de teatro las escribió desde un punto de vista clasista, y con la publicación en 1932 de "Una vida ready-made" (Ledi maeideu insaeng), empezó a centrar su atención en los apuros de los intelectuales en una época de represión colonial, un tema que continuó en obras como "El intelectual y el panqueque de judías mungo" (Interi wa bindaetteok) y "El imbécil de mi tío" (Chisuk, 1938). El gobierno colonial lo arrestó en 1938 por sus afiliaciones con la Sociedad para la Lectura (Dokseohoe) y fue puesto en libertad con la condición de que participara en una organización literaria projaponesa, la Asociación Coreana de Literatura por el Patriotismo (Joseon munin bugokhoe). En diciembre de 1942 inspeccionó el frente manchú del ejército japonés y escribió un artículo celebrando lo que vio. Pero tras la liberación de Corea, culpó a los intelectuales coreanos de acciones projaponesas al final del periodo colonial, incluyéndose a sí mismo, en obras como "El pecador contra la nación" (Minjogui joein) y "El camino recorrido" (Yeonkno, 1946). Hasta su muerte el 11 de junio de 1950, poco antes del comienzo de la guerra de Corea, creó sátiras de la sociedad contemporánea en la era postliberación. Historias como "Agente Maeng" (Maeng sunsa, 1946) e "Historia de un campo de arroz" (Non iyagi) capturan de forma especialmente vívida las turbulencias y la confusión de una sociedad embarcada en el difícil proceso de reconstrucción. La editorial Creación y crítica (Changjak gwa bipyeongsa) publicó una recopilación de sus obras en 1989.
En 2022, Libros de la ballena publicará una antología de tres cuentos titulada El idiota de mi tío y otros idiotas.

## Obras en coreano
- "Hacia los tres caminos"
- "La corriente embarrada"
- "Paz bajo el cielo"
- "El pecador contra la nación"
- "El camino recorrido"
- "Una vida ready-made"
- "El idiota de mi tío"